# Stadler Tango
Stadler Tango je produktová rodina modulárních kolejových vozidel vyráběných od roku 2007 švýcarskou společností Stadler Rail. Jedná se o vozidla tramvajové koncepce s možností provozu i na příměstských drahách typu Stadtbahn.
Vozy Tango jsou vyráběny od roku 2007, kdy Stadler dodal prvních šest vysokopodlažních vozů (přístupných bezbariérově z vysokých nástupišť) do německé Bochumi pro dopravce Bogestra. V následujících letech se vozy Stadler Tango objevily v dalších německých (Stuttgart, Berlín), švýcarských (Basilej, Ženeva, dopravce Appenzeller Bahnen), francouzských (Lyon), dánských (Aarhus) a českých (Ostrava) městech. Každý dopravce obdrží na základě svých požadavků speciální variantu vozidel. Jednotlivé verze se tak liší délkou a šířkou vozové skříně, počtem a typem podvozků, napájecím napětím, rozchodem, nízkopodlažností a také svým vzhledem.
V Česku se první vozy Stadler Tango objevily v roce 2018, kdy byly Dopravnímu podniku Ostrava dodány pro jeho tramvajovou síť první vozidla Stadler Tango NF2 ze 40kusové dodávky. Z tohoto modelu byl později částečně odvozen typ Tango NF3 určený pro tramvajovou síť v Sarajevu. Modely NF2 a NF3 vyvinula česká konstrukční kancelář Stadler Praha.

## Galerie

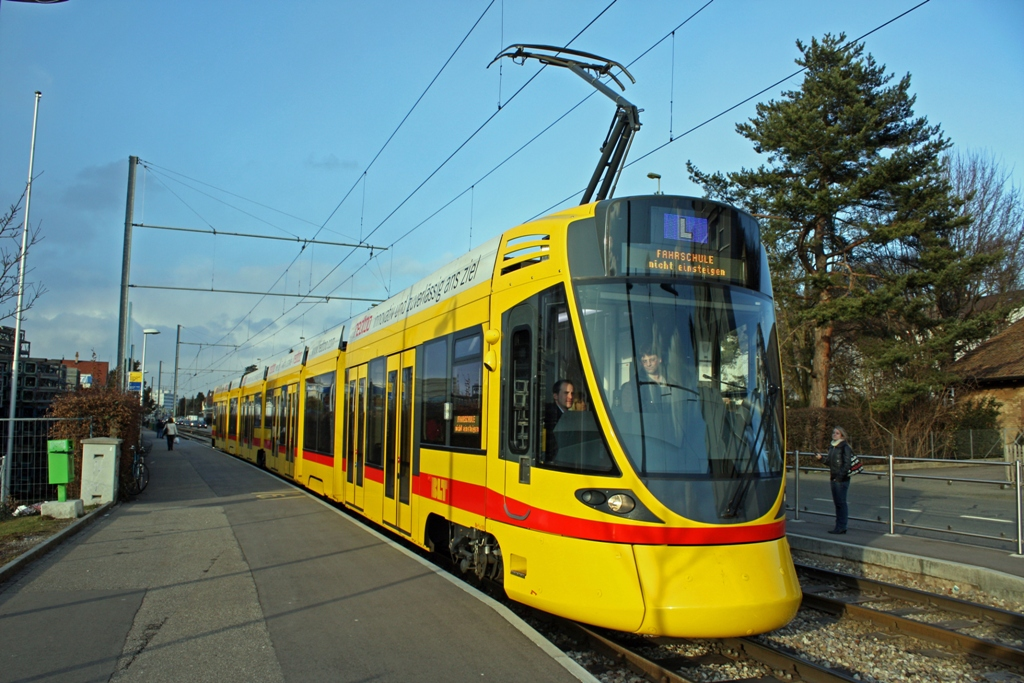
Tango v Basileji
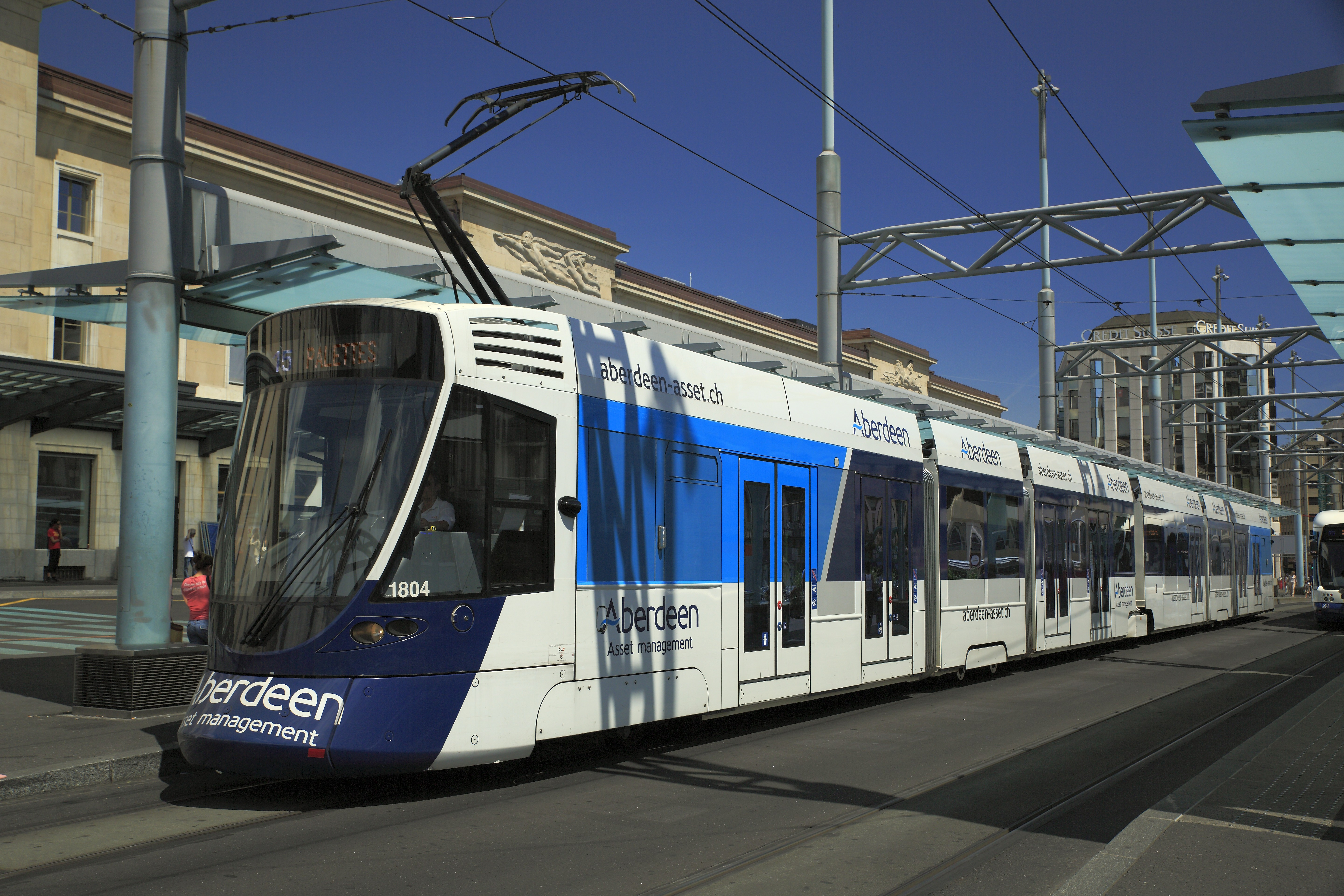
Tango v Ženevě
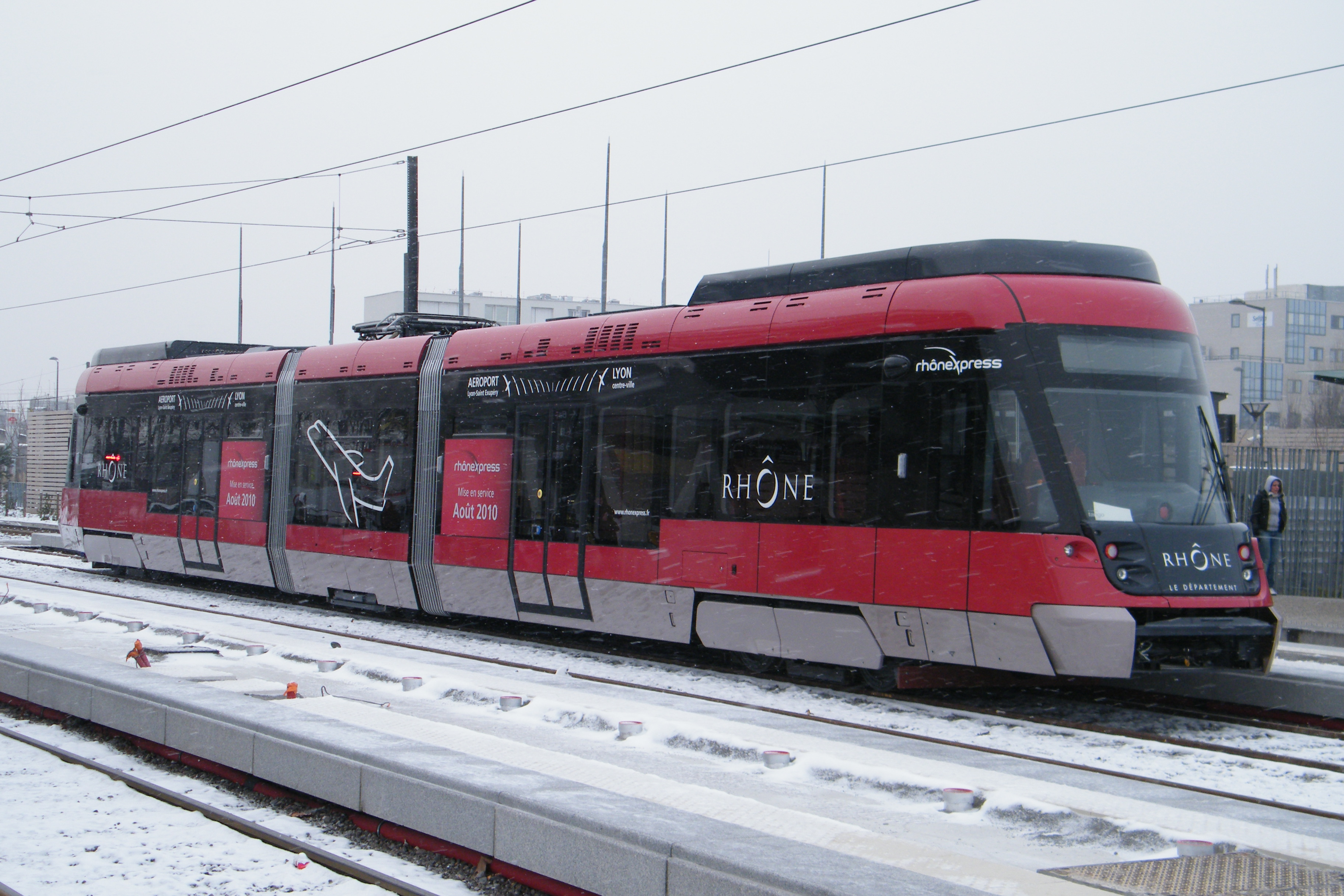
Tango v Lyonu
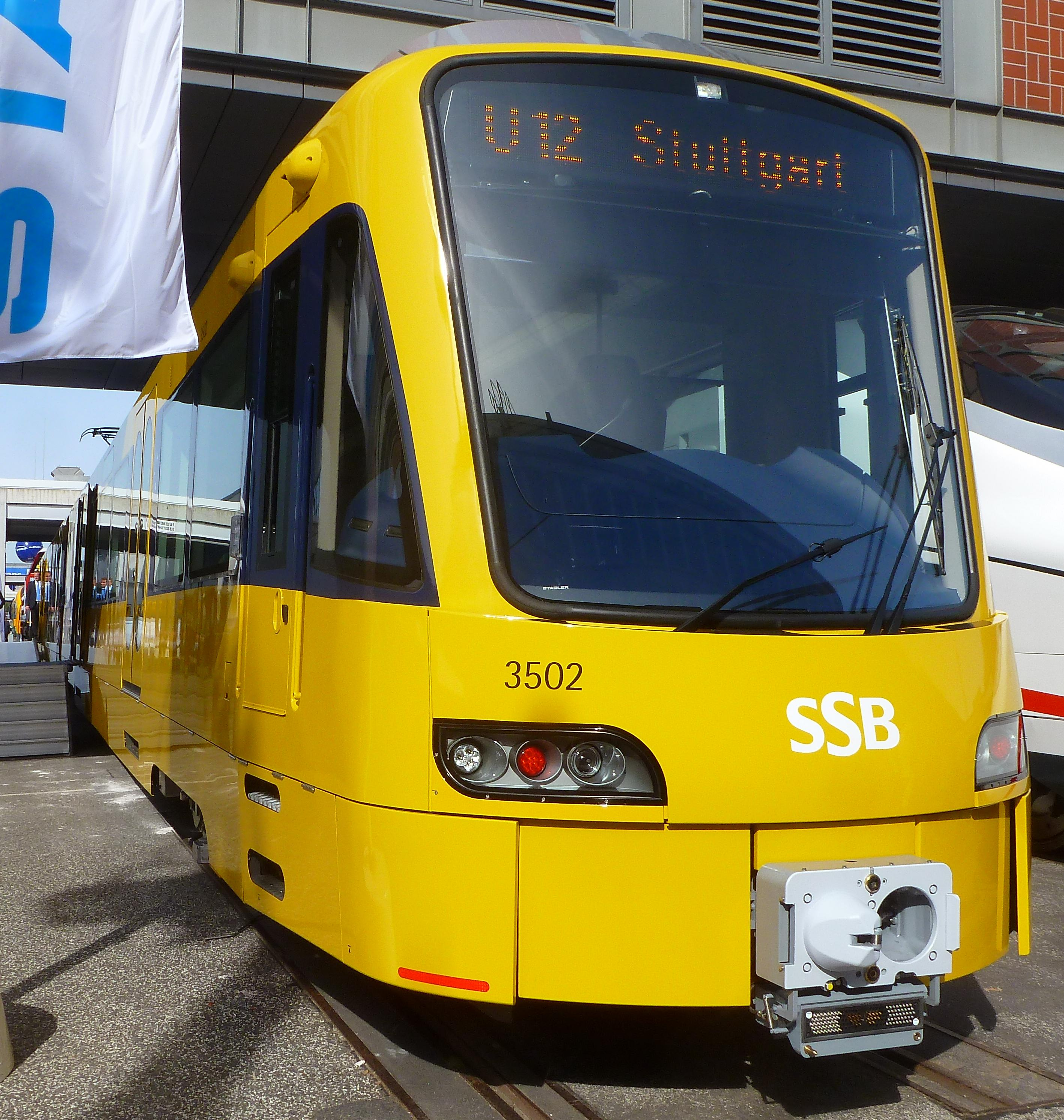
Tango pro Stuttgart na veletrhu InnoTrans
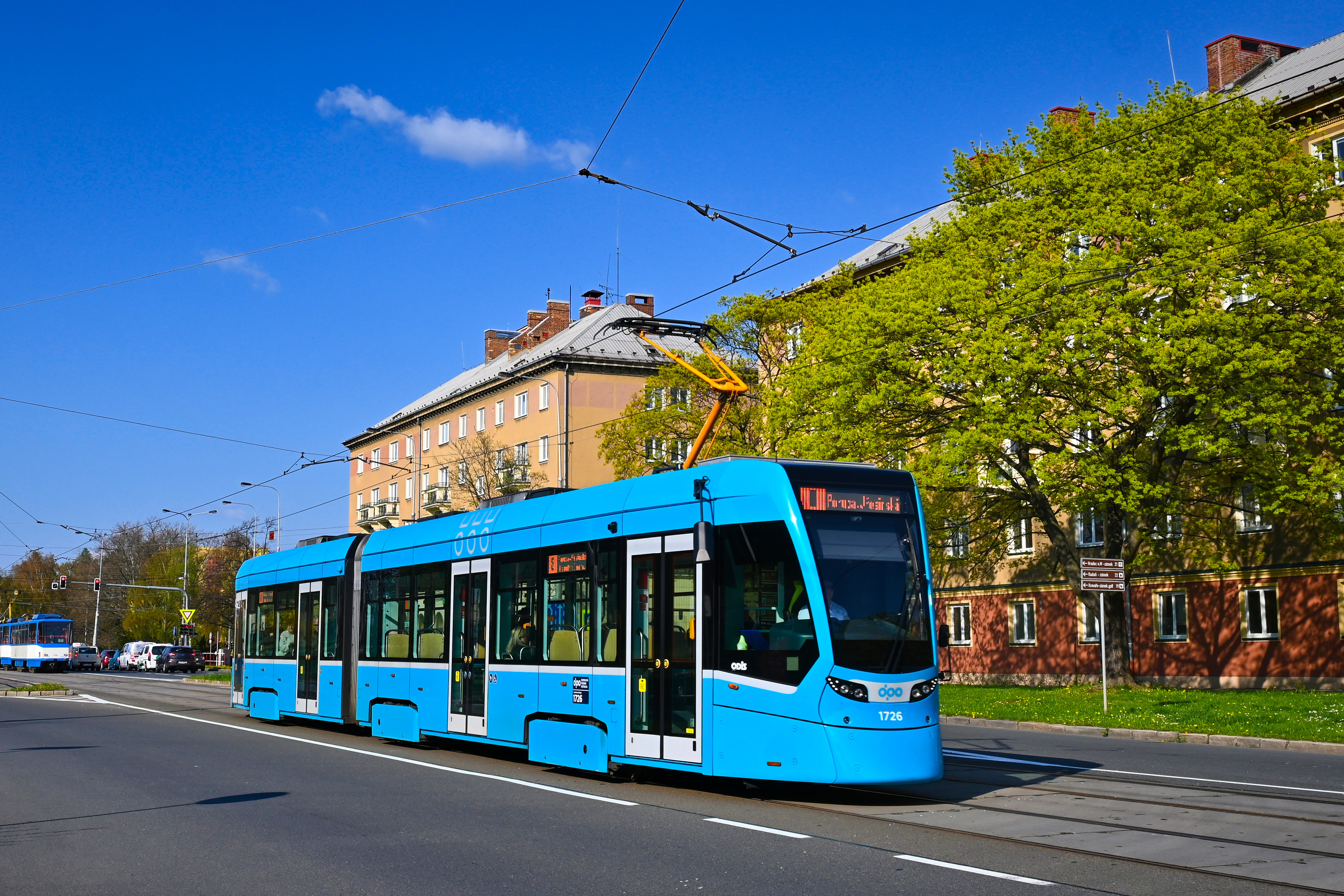
Tango v Ostravě